# Касьян, Светлана Давидовна
Светлана Давидовна Касьян (род. 24 июля 1984, Батуми) — российская оперная певица (сопрано) курдского происхождения.

## Биография
Родилась 24 июля 1984 года в Батуми. В 1993 году переехала из Батуми в Актобе, где училась в школе № 26.
По словам певицы: «я сама из бедной семьи и знаю, что такое голод, что такое ходить в старой одежде. Я с 11 лет вышла на работу, торговала на рынке сандалиями и морковкой. Мама делила хлеб на четвертинки между мной, братом и бабушкой. Чужие люди приносили нам продукты, одежду, другие вещи. Это была существенная помощь, это навсегда врезалось в мою память».
После девятого класса поступила в музыкальный колледж в Актобе, который окончила в 2006 году. Затем училась в Московской государственной консерватории имени П. И. Чайковского в классе Галины Писаренко. Стажировалась также у Дмитрия Вдовина и в Вашингтоне у Пласидо Доминго.
С 2009 по 2011 год — член молодёжной программы Большого театра.
В 2010 году дебютировала на сцене Большого в партии Купавы в опере Римского-Корсакова «Снегурочка», позднее выступала здесь же в партиях Фата Морганы («Любовь к трем апельсинам» С. Прокофьева) и Настасьи («Чародейка» П. Чайковского).
В 2011 году окончила консерваторию по специальности сольное пение.
В том же году выиграла первую премию Пятого международного конкурса вокалистов в городе Нинбо.
В 2011 году спела заглавную партию в опере Джакомо Пуччини «Тоска» в Екатеринбургском театре оперы и балета и в том же году в Большом театре и была названа журналистами «самым многообещающим голосом мира».
В Италии дебютировала в 2011 году в Бари в Девятой симфонии Бетховена. В 2013 году пела королеву Елизавету в опере «Дон Карлос» в туринском Teatro Regio в одном составе с Рамоном Варгасом и Ильдаром Абдразаковым, спектакль транслировался итальянским телеканалом RAI. В том же году дебютировала в заглавной роли в опере «Мадам Баттерфляй» в театре Ла Фениче в Венеции, представленной итальянской публике как часть Биеннале. В 2014 году Светлана предстала в Ла Фениче в заглавной роли в опере «Тоска». В 2017 состоялась премьера Светланы в роли Одабеллы в опере «Аттила» в Театре имени Лучано Паваротти в Модене и в роли Манон в опере «Манон Леско» в Туринском Королевском Театре. Сезон 2019—2020 г Светлана открыла в ноябре исполнив партию Аиды в премьерном спектакле Оперы Триеста. В феврале 2020 дебютировала в оперном театре Болонье в заглавной роли оперы «Мадам Баттерфляй». В феврале 2022 в том же Театре Светлана спела премьерные спектакли «Тоски» постановки Хьюго де Ана под руководством дирижёра Даниэля Орена. Во время спектаклей публика неоднократно вызывала солистку на «бис».
Известно, что благотворительный сольный концерт Светланы Касьян в Большом зале московской консерватории в феврале 2013 года, посвященный восстановлению памятников архитектуры Москвы и транслируемый российским радио «Орфей», помог собрать организаторам более трёх миллионов долларов на данную программу. Американский посол в России Майкл Макфол, присутствующий на этом концерте, заявил сразу же после концерта, что «Светлана Касьян — это мировая звезда и он ничего подобного раньше не слышал в своей жизни». В дальнейшем в своей книге «От холодной войны к горячему миру» посол написал, что Светлана- единственная не американка кого он пригласил спеть с концертом в Американском посольстве в Москве и благодаря качествам души исполнительницы он решил ввести традицию празднования Международного Женского Дня и в Американском посольстве.
В сентябре 2012 её концерт в рамках финала Афинского фестиваля собрал в театре Одеон Герода Аттического аншлаг, более 5 500 человек. Микис Теодоракис назвал Светлану после данного концерта «новой Марией Каллас». Схожесть Светланы по внешним данным и качеству оперного пения отмечают также итальянские СМИ такие, как Corriere della Sera после очередного сольного концерта в Риме в декабре 2018 года.
В октябре 2016 года примадонна выступила с сольным концертом в замке Гогенцоллерн для Прусского королевского дома и других немецких королевских семей. 12 го ноября 2018 года по приглашению Принца Георга Фридриха Прусского Гогенцоллерн участвовала солисткой в Реквиеме Верди исполненном в Кафедральном Соборе Берлина Берлинским Симфоническим оркестром и посвященного 100 летнему юбилею окончания Первой Мировой Войны.
3 сентября 2019 года Светлана дебютировала в Арене ди Верона в партии «Аида» одноимённой оперы. Папа Римский Франциск прислал букет цветов в гримерку артистки во время исполнения постановки пожеланиями успешной премьеры. За исполнение данной роли в том же году ей была присвоена престижная итальянская премия Premio Penisola Sorrentina Arturo Esposito.
В юбилейном выпуске мужского журнала «Maxim» в апреле 2017 года появилась в эротической фотосессии в целях «привлечь внимание публики к оперному искусству». На бурную дискуссию в СМИ оперная певица ответила, что если тело красивое, то раздеваться на публику является « не грехом, а добродетелью». Тогда же коммерческая радиостанция «Europa Plus» назвала певицу «ведущей мировой звездой по качеству звука».
12 ноября 2013 года выступила с сольным концертом в Риме, в зале «Auditorium Conciliazione», организованного под эгидой президента Италии и Папского совета по культуре. В тот же день удостоилась личной аудиенции Папы Франциска, который во время аудиенции посвятил её голос Богу, взяв от Светланы обещание петь только для Бога и ради продвижения добра. В октябре 2017 года и 18 го декабря 2018 удостоилась повторных аудиенций Папы Франциска после дебюта в Римской опере в партии Тоски, где Папа отметил страстное исполнение Светланой своей роли. 26 го февраля 2019 года через 2 дня после исполнения «Тоски» в премьерном спектакле постановки Большого Театра Варшавы — Народной Оперы Папа Франциск подписал указ о возведении примадонны в ранг Дамы ордена Святого Сильвестра за заслуги перед Церковью и католичеством. В комментарии на данную новость в своем инстаграме певица посвятила награду «Опере и всем женщинам униженным и оскорбленным.» Свое 35-тилетие Светлана отпраздновала по приглашению Понтифика в Ватикане в резиденции Папы. В качестве подарка Папа Франциск преподнес Даме частицу Туринской Плащаницы. В ответ Примадонна пригласила Римского Епископа посетить Россию и лично её в Москве. Это приглашение вызвало протест со стороны РПЦ МП.
В январе 2020 года влиятельный католический американский журнал «Inside the Vatican» назвал Светлану человеком года «не только за выдающийся голос, но и за христианскую жизнь». Издание подтвердило, что Папа Франциск «особенно ценит сопрано Светланы за трагизм». В конце марта Дама Светлана заболела коронавирусом и была госпитализирована в Москве. Папа Франциск прислал ей особые слова утешения. Российские средства массовой информации широко следили за историей болезни и выздоровления Касьян.
С начала 2021 года Светлана предстала в новом амплуа предложив публике свои документальные фильмы: «Русская Опера», « Русский Балет» и «Русский Театр», «Русское Искусство», «Русская Классическая музыка», «Русская Архитектура», «Русский Хрзяин», «Русский Медичи», «Русский Джасс- лучший» которые были высоко оценены профессиональной критикой. В том же году артистка выступила в посольстве Великобритании в Москве с благотворительным концертом в поддержку реставрации Англиканского собора Святого Андрея и основала международный фестиваль классической музыки «Кантата» в защиту разрушающихся замков и немецких кирок. На пресс конференции в рамках фестиваля Светлана пообещала что данный фестиваль будет конкурировать с ведущими летними фестивалями Европы и все вырученные средства будут идти на восстановление культурного наследия Калининградской Области
17 декабря в день 85 летия рождения Папы Франциска Светлана выпустила на ведущих музыкальных платформах мира свой первый сольный студийный альбом «Fratelli tutti» на 14 языках мира в котором Дива рассказывает о истории своей жизни. https://svetlanakasyan.hearnow.com/ Архивная копия от 9 февраля 2022 на Wayback Machine Альбом был записан и создан в студии Чика Кориа в Голливуде и имел ожидаемый успех.
5 Мая 2022 года Папа Римский Франциск присвоил Светлане и её супругу Леониду статус послов мира поручив «продвигать мир во всем мире».
В этом статусе Светлана выступила с концертами в резиденции Посла Англии в Москве 13 мая 2023г посвящённый инаугурации Короля Карла 3го и 8го марта 2024г как жест мира и примирения народов.
В своих интервью Российским и зарубежным сопрано подчеркивает особый почти религиозный удел оперы.
С 2014 года в течение нескольких лет Светлана была лицом кампании в защиту детства и материнства «Сохраним Жизнь Вместе» выступая за права внутриутробных детей. На критику своей анти абортной деятельности либеральными СМИ Светлана ответила однозначно в интервью Новой Газете: « Права женщин являются для меня основной мотивацией в моей жизни. Общество, которое управляется в основном мужчинами, пытается сделать из женщин всего лишь объекты сексуального потребления. И к абортам женщин часто склоняют именно мужчины, при этом кричат, что „аборт — это право женщины“. Я рада, что есть возможность через оперу подчеркнуть бесправное состояние наших женщин.»
В июне 2018 года закрывала финал летней сессии программы «Что? Где? Когда?» песней «Vivo per Lei», а в 2017 и 2018 году появлялась на страницах журналов Vogue и Elle в качестве модели.
В 2019 году стала лауреатом Международного культурного фестиваля «Русский Рим», который проходил в Риме в Палаццо Поли.
Несколько лет состояла в творческом союзе с композитором митрополитом Иларионом (Алфеевым) исполняя его музыкальные произведения. В своих ответах журналистам певица неоднократно называла митрополита Илариона своим духовным отцом.
Работала с дирижёрами — Кент Нагано, Джанандреа Нозеда, Даниэль Орен, Стефан Антон Рек, Кристофер Мулдс, Павел Коган, Владимир Федосеев, Дмитрий Юровский и другими.
В январе 2022 года встретилась в Ватикане с Папой Римским и подарила ему свой диск, посвященный ему. На встрече Папа поблагодарил Светлану за верность и продвижение красоты в мире. Альбом вышел в день рождения Понтифика, когда Папе исполнилось 85 лет. Как сообщают СМИ, Светлана — его любимая российская оперная певица.
16 октября 2022 года в Оперном театре Бонна выступила в заглавной роли премьерного оперного спектакля «Азраель» композитора Альберто Франкетти.
9го сентября 2023 года Светлана выступила в заглавной роли в премьерной постоновке оперы «Тоска» в Большом Театре Белфаста Северной Ирландии. Все ведущие СМИ Великобритании и Республики Ирландия отметили это событие назвав светлану «главной Тоской современности».
По завершении постановки в Белфасте 25 сентября 2023 года Светлана вместе с супругом вновь удостоились аудиенции Папы Франциска который вновь отметил талант сопрано.
После блестящего участия в Шаляпинском фестивале с марта 2024 г. является штатной солисткой Национальной Оперы Казани.
4 июня 2024 года Папа Римский Франциск собственноручно возвел Светлану Касьян и всю её семью в наследственное дворянство официально посвятив семью Божьей Матери и дав право использования семейного герба и девиза: «Beati Pacifici, Блажены Миротворцы».

### Личная жизнь
- Муж — Леонид Михайлович Севастьянов (род. 1978), председатель «Всемирного союза староверов» (с 2019)[32]; в прошлом — исполнительный директор Фонда святителя Григория Богослова (2010—2019)[33] и член комиссии по делам старообрядных приходов в составе Московского патриархата (2009—2019)[34].
- Дочь — Наталья (род. 2014)
- Сын — Франциск (род. 29 июля 2022); назван в честь папы Римского Франциска[35].

## Награды
- Дама ордена Святого Сильвестра (Ватикан, 2019)